# Anne-Marie Imbrecq
Anne-Marie Jeanne Imbrecq, née à Paris le 18 juin 1911 et décédée le 28 novembre 2005 à Bagneux, est une infirmière, parachutiste et pilote d'avion civile et militaire française.

## Biographie
Elle était la fille de l'avocat de Paris Joseph Imbrecq spécialisé dans le droit des transports, infirmière diplômée, volontaire dans la Croix-Rouge en 1932, titulaire du brevet de pilote de tourisme (Brevet no 14166 du 10 mai 1932), de transport public (1937) et de parachutiste (1936).
En 1932, elle est appelée au tribunal à Paris après l'ouverture d'une enquête sur la mort du parachutiste Marcel Gayet qui est décédé après un saut en parachute raté de la tour Eiffel. Imbrecq a sauté après lui, et après une interdiction des lancements de parachutes de la Tour, a fini sous enquête sans aucune conséquence.
Elle s'est enrôlée parmi les premiers volontaires en 1939 dans les services sanitaires de l'Armée de l'air. En février 1940, elle a été envoyée en Scandinavie et retourne à Paris avec les collègues le 7 avril 1940. Entre juin et novembre 1940, elle est en service à la base aérienne de Bordeaux. Elle a ensuite été confiée à l'APN (Armée de l'air en Afrique du Nord) à Alger, où elle aurait dû contribuer à la création d'un service de transport aérien. Quand la Tunisie a été occupée, elle s'est engagée dans les Corps francs d'Afrique en tant qu'infirmière et ambulancière.
Réclamée en France après la Libération et - comme les autres aviatrices impliquées dans l'initiative de Charles Tillon pendant le gouvernement De Gaulle pour former une équipe de femmes, le premier corps de pilotes militaires féminins (France) - a été envoyée pour la formation à Châteauroux et à Tours et avec Suzanne Melk, Élisabeth Boselli et Geneviève Lefevre-Seillier le 12 février 1946 a obtenu sa licence de pilote de chasse (Brevet No 32941).
Elle a reçu la Médaille de la Résistance et la Légion d'honneur pour le service de 1939 à 1945 en tant que pilote de l'armée et de la Croix-Rouge.

## Décorations
- Médaille de la Résistance (1947).
- Chevalier de la Légion d'Honneur (1949)[15].